# Phu Bai Lufthavn
Da Nang Lufthavn (IATA:DAD, ICAO:VVDN) ligger på Da Nang, Vietnam.

## Airlines and destinations
- Pacific Airlines (Ho Chi Minh-byen)
- Vietnam Airlines (Hanoi, Ho Chi Minh-byen)

| Luftfart | Spire Denne artikel om flyvning er en spire som bør udbygges. Du er velkommen til at hjælpe Wikipedia ved at udvide den. |